# Tabanus tumiscapens
Tabanus tumiscapens är en tvåvingeart som beskrevs av Philip 1945. Tabanus tumiscapens ingår i släktet Tabanus och familjen bromsar. Inga underarter finns listade i Catalogue of Life.